# Campanula baborensis
Campanula baborensis är en klockväxtart som beskrevs av Quezel. Campanula baborensis ingår i släktet blåklockor, och familjen klockväxter. Inga underarter finns listade i Catalogue of Life.